# Walter Gebauer

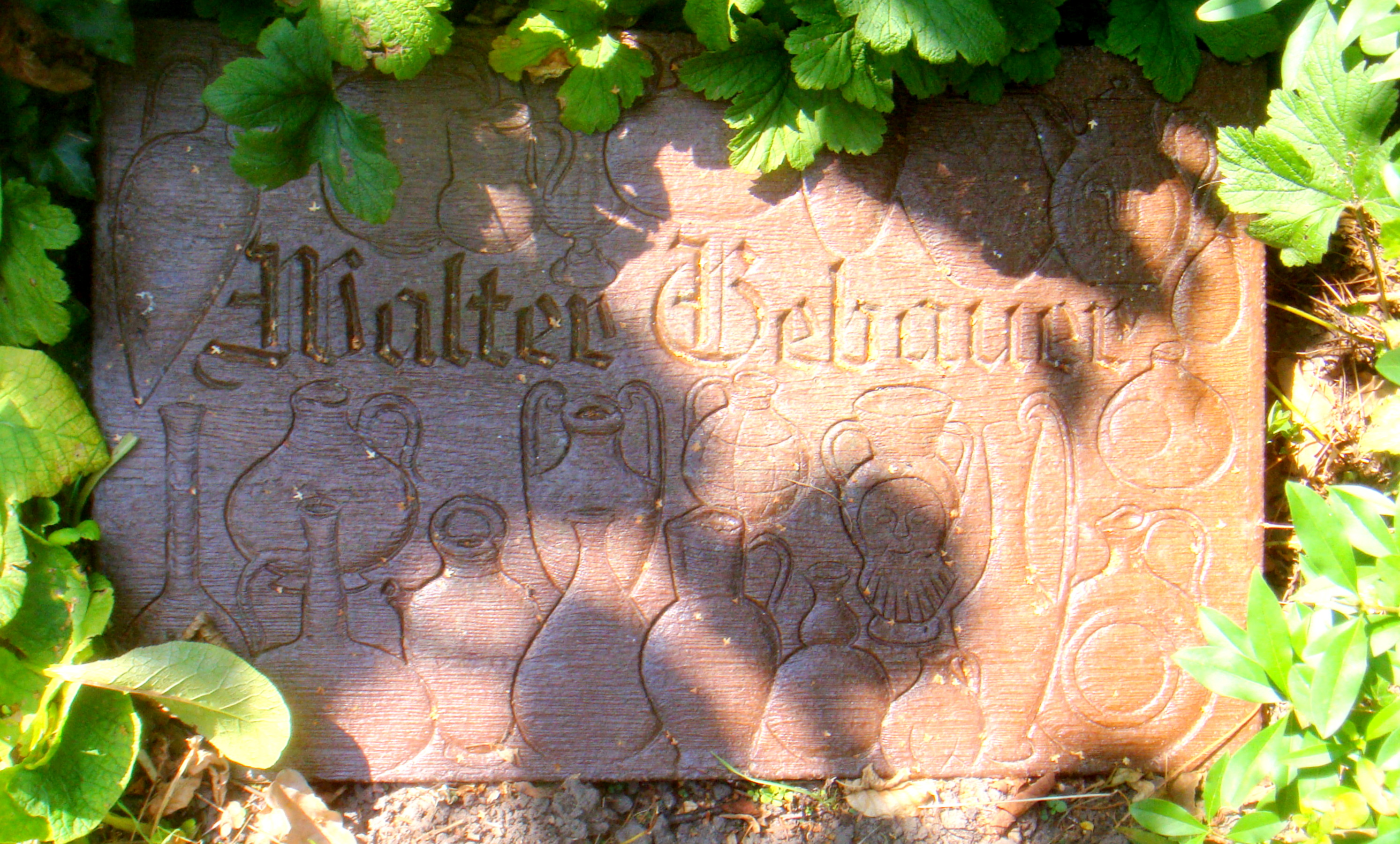
Tönerne Grabplatte, gestaltet von seiner Tochter Christine Freigang

Walter Gebauer (* 2. Oktober 1907 in Thalbürgel; † 3. Mai 1989 in Bürgel) war ein deutscher Töpfermeister und einer der bedeutendsten Keramiker der DDR.

## Leben
Gebauer entstammte einer eingesessenen Töpferfamilie. Sein Vater Paul war Töpfermeister, ebenso wie sein Onkel Carl. Von 1922 bis 1925 absolvierte Gebauer eine Töpferlehre bei seinem Vater, der in der Werkstatt des Onkels Carl arbeitete. Von 1925 bis 1927 studierte er an der Keramischen Fachschule von Bunzlau. Danach arbeitete er, mit zeitweiligen Unterbrechungen durch Aufenthalte in Bürgel, sechs Jahre im In- und Ausland in keramischen Betrieben, u. a. in der Steingutfabrik Wessel in Bonn und an der Staatlichen Majolikamanufaktur Karlsruhe. 1932 legte er in Bürgel die Prüfung als Töpfermeister ab. 1934 gründete er in einer der stillgelegten alten Töpfereien in Bürgel seine eigene Werkstatt „An der Stadtmauer 1“. Anfangs hatte er nur einige alte Töpferscheiben mit Fußbetrieb und einen alten Holzbrandofen. Anfangs arbeitete er sich in die traditionelle volkstümliche Irdenware mit dem für Bürgel typischen Dekor aus Engobe ein. Die Wirtschaftslage war allgemein sehr schlecht, und die Töpfer erhielten nur wenige Aufträge. Gebauer begann mit neuen, farbig brennenden Tonen zu arbeiten und entwickelte neuartige Glasuren und andere Oberflächentechniken. 1935 stellte er erstmals auf der Leipziger Messe einfache unglasierte Gefäße aus, die mit geritzten und aufgelegten Dekorationen versehen waren. Das brachte ihm mehr Aufträge ein, als er schaffen konnte, und ermöglichte ihm, die primitive Werkstatteinrichtung allmählich zu verbessern und zwei, drei Hilfskräfte zu beschäftigen. Er hatte nun auch Aufträge für Bau- und Zierkeramik, für die ihm die Wirkung der verwendeten Glasuren besonders am Herzen lag.
Gebauer wurde 1939 zur Wehrmacht eingezogen und nahm am Zweiten Weltkrieg teil. Nach der Entlassung aus der Kriegsgefangenschaft arbeitete er wieder in Bürgel. 1945 wurde er zum Landesobermeister von Thüringen gewählt. Da es ein qualifiziertes Berufsschulwesen noch nicht gab, erreichte er, dass der Fachunterricht für Töpferlehrlinge zunächst in Bürgel erteilt werden konnte. Er selbst bildete Lehrlinge aus. Dazu gehörten u. a. seine Tochter Christine, Maria-Alice Bahra, Brigitta Großmann-Lauterbach, Ute Lohse, Maria Merz und Ulli Wittich-Großkurth.
In Bürgel war Gebauer maßgeblich an der Bildung einer Einkaufs- und Liefergenossenschaft beteiligt, der außer einem volkseigen gewordenen Betrieb alle Töpfereien angehörten. Gebauer wurde zum Vorsitzenden gewählt. 1958 wurde die PGH des Kunsthandwerks Bürgel gegründet, an der sich außer vier Töpfereibetrieben auch zwei Drechslerwerkstätten beteiligten. Gebauer wurde nicht Mitglied. Er arbeitete jedoch mit einem Sondervertrag als künstlerisch-technischer Berater mit der PGH zusammen.
1952 wurde Gebauer Mitglied des Verbands Bildender Künstler Deutschlands. Ab 1964 war er Gastdozent an der Hochschule für industrielle Formgestaltung Halle, Burg Giebichenstein in Halle. Gebauer hatte im In- und Ausland eine bedeutende Anzahl Einzelausstellungen und Ausstellungsbeteiligungen. U. a. war er von 1958 bis 1988 auf allen Deutschen Kunstausstellungen bzw. Kunstausstellungen der DDR in Dresden vertreten.
Seit 1994 gibt es den Walter Gebauer Keramik-Preis. Er wird ausgelobt vom Förderkreis Keramik-Museum Bürgel e.V., der ART-regio Kunstförderung der Sparkassen Versicherung und der Bürgeler Töpfermarkt GmbH, die damit den Bürgeler Töpfermeister und Keramiklehrer Walter Gebauer ehren.
Im Keramikmuseum Bürgel werden viele Werke Gebauers gezeigt. Hier wird anhand typischer Einzelgefäße der Weg eines kreativen und nach eigenen Ausdrucksformen suchenden Töpfers aufgezeigt. Durch die überzeugende Meisterschaft seiner Formsprache hat er sich hohe Anerkennung und Autorität erworben. Gebauer erwarb sich besondere Verdienste u. a. als Ausbilder von Lejhrlingen, als Dozent an der Kunsthochschule Giebichenstein und als Berater und Partner anderer Keramiker. Der Markkleeberger Keramiker Frank Michaelis hebt auf seiner Internetseite die „Begegnung und Zusammenarbeit mit Walter Gebauer, Bürgel“ ausdrücklich hervor. Diese Vielseitigkeit Walter Gebauers wird dokumentiert im Zusammenhang mit bisher noch nicht gezeigten Schriftstücken, Fotos und Gefäßen aus seinem Nachlass. Gebauers Werke finden sich darüber hinaus in zahlreichen Museen weltweit.

## Werke (Auswahl)
- Steinzeug-Krug (um 1950; Museum für Angewandte Kunst Köln)[4]
- Enghalsvase und Krug (1953; Stadt- und Bergbaumuseum Freiberg)[5]
- Keramik-Vase mit blauer Kristall-Glasur (1966; Kunstgewerbemuseum Dresden)[6]

## Einzelausstellungen (unvollständig)
- 1962/1963 Rostock, Museum der Stadt Rostock
- 1967/1968 Eisenach, Thüringer Museum (mit Margaretha Reichardt und Günther Laufer)
- 1985 Erfurt, Galerie am Fischmarkt

### Postum
- 1989 Gera, Museum für Angewandte Kunst
- 2007 Bürgel, Keramikmuseum

## Essays und Fachpublikationen Gebauers (Auswahl)
- Ton in des Töpfers Hand. In: Bildende Kunst, Berlin, 1966, S. 471–474
- Bürgel in Vergangenheit und Gegenwart. In: Walter Funkat: Kunsthandwerk in der Deutschen Demokratischen Republik. Verlag der Nation, Berlin, 1970, S. 34–36
- Kunsthandwerkliche Keramik. Fachbuchverlag Leipzig, 1980
- Keramik in der DDR. Tradition und Moderne. Selbstverlag Büchel, Triesen, 1988 (Mitautor)
- Die Entwicklung der Töpfereien in Thüringen nach 1945, dargestellt am Beispiel Bürgel. In: Volkstümliche Keramik aus Europa; Bayerische Schriften zur Volkskunde. Deutscher Kunstverlag, München, 1990. S. 245–248